# 광주 광산구의 국회의원

## 행정구역 변천
- 1945년 8월 15일 전라남도 광산군
- 1949년 8월 14일 나주군 평동면·삼도면·본량면이 광산군에 편입
- 1955년 7월 1일 광산군 효지면·석곡면·극락면·서방면이 광주시에 편입
- 1957년 11월 6일 광산군 지산면·대촌면·서창면이 광주시에 편입
- 1963년 1월 1일 광주시 송석동·등룡동·학승동이 광산군 대촌면으로, 광주시 서호동·방하동·신호동이 광산군 서창면으로 환원
- 1986년 11월 1일 광산군 송정읍이 송정시로 승격
- 1988년 1월 1일 송정시·광산군이 광주직할시 광산구로 개편
- 1995년 1월 1일 광주광역시 광산구
- 1995년 4월 20일 서창출장소가 광주광역시 서구에, 대촌출장소가 광주광역시 남구에 편입

## 광주 광산구의 역대 국회의원 일람
| 대수         | 이름                        | 소속정당       | 임기                             | 선거구역 |
| ------------ | --------------------------- | -------------- | -------------------------------- | --- |
| 제1대        | 박종남(朴鍾南)              | 무소속         | 1948년 5월 31일~ 1950년 5월 30일 | 광산군: 광산군 일원                                                                                                 |
| 제2대        | 정순조(鄭純朝)              | 국민회         | 1950년 5월 31일~1950년 8월 15일  | 광산군 갑: 송정읍, 비아면, 하남면, 송곡면, 동곡면, 삼도면, 본량면, 평동면                                           |
| 제2대        | 정인식(鄭仁植)              | 국민회         | 1950년 5월 31일~1950년 8월 15일  | 광산군 을: 효지면, 석곡면, 지산면, 대촌면, 서창면, 극락면, 서방면                                                   |
| 제3대        | 이정휴(李正烋)              | 자유당         | 1954년 5월 31일~1958년 5월 30일  | 광산군 갑: 송정읍, 비아면, 하남면, 송곡면, 동곡면, 삼도면, 본량면, 평동면                                           |
| 제3대        | 박흥규(朴興奎)              | 자유당         | 1954년 5월 31일~1958년 5월 30일  | 광산군 을: 효지면, 석곡면, 지산면, 대촌면, 서창면, 극락면, 서방면                                                   |
| 제4대        | 이정휴(李正烋)              | 자유당         | 1958년 5월 31일~1960년 7월 28일  | 광산군: 광산군 일원                                                                                                 |
| 제5대 민의원 | 고몽우(高夢尤)              | 민주당         | 1960년 7월 29일~1961년 5월 16일  | 광산군: 광산군 일원                                                                                                 |
| 제6대        | rowspan=2 \| 박종태(朴鍾泰) | 민주공화당     | 1963년 12월 17일~1967년 6월 30일 | 광산군: 광산군 일원                                                                                                 |
| 제7대        | rowspan=2 \| 박종태(朴鍾泰) | 민주공화당     |                                  | 광산군: 광산군 일원                                                                                                 |
| 제8대        | 오중열(吳重烈)              | 민주공화당     | 1971년 7월 1일~1972년 10월 17일  | 광산군: 광산군 일원                                                                                                 |
| 제9대        | 임인채(林忍采)              | 민주공화당     | 1973년 3월 12일~1979년 3월 11일  | 나주군·광산군: 나주군·광산군 일원                                                                                   |
| 제9대        | 김윤덕(金胤德)              | 신민당         | 1973년 3월 12일~1979년 3월 11일  | 나주군·광산군: 나주군·광산군 일원                                                                                   |
| 제10대       | 김윤덕(金胤德)              | 신민당         | 1979년 3월 12일~1980년 10월 27일 | 나주군·광산군: 나주군·광산군 일원                                                                                   |
| 제10대       | 한갑수(韓甲洙)              | 무소속         | 1979년 3월 12일~1980년 10월 27일 | 나주군·광산군: 나주군·광산군 일원                                                                                   |
| 제11대       | 나석호(羅碩昊)              | 민주정의당     | 1981년 4월 11일~1985년 4월 10일  | 나주군·광산군: 나주군·광산군 일원                                                                                   |
| 제11대       | 이재근(李載根)              | 민주한국당     | 1981년 4월 11일~1985년 4월 10일  | 나주군·광산군: 나주군·광산군 일원                                                                                   |
| 제12대       | 나석호(羅碩昊)              | 민주정의당     | 1985년 4월 11일~1988년 5월 29일  | 금성시·광산군·나주군: 금성시·광산군·나주군 일원(제6선거구)                                                          |
| 제12대       | 이재근(李載根)              | 민주한국당     | 1985년 4월 11일~1988년 5월 29일  | 금성시·광산군·나주군: 금성시·광산군·나주군 일원(제6선거구)                                                          |
| 제13대       | 조홍규(趙洪奎)              | 평화민주당     | 1988년 5월 30일~1992년 5월 29일  | 광산구 일원 |
| 제14대       | 조홍규(趙洪奎)              | 민주당         | 1992년 5월 30일~1996년 5월 29일  | 광산구 일원 |
| 제15대       | 조홍규(趙洪奎)              | 새정치국민회의 | 1996년 5월 30일~2000년 5월 29일  | 광산구 일원 |
| 제16대       | 전갑길(全甲吉)              | 새천년민주당   | 2000년 5월 30일~2004년 5월 29일  | 광산구 일원 |
| 제17대       | 김동철(金東喆)              | 열린우리당     | 2004년 5월 30일~2008년 5월 29일  | 광산구 일원 |
| 제18대       | 김동철(金東喆)              | 통합민주당     | 2008년 5월 30일~2012년 5월 29일  | 광산구 갑: 송정1동, 송정2동, 도산동, 신흥동, 어룡동, 우산동, 월곡1동, 월곡2동, 운남동, 동곡동, 평동, 삼도동, 본량동 |
| 제18대       | 이용섭(李庸燮)              | 통합민주당     | 2008년 5월 30일~2012년 5월 29일  | 광산구 을: 비아동, 첨단1동, 첨단2동, 신가동, 하남동, 임곡동                                                         |
| 제19대       | 김동철(金東喆)              | 민주통합당     | 2012년 5월 30일~2016년 5월 29일  | 광산구 갑: 송정1동, 송정2동, 도산동, 신흥동, 어룡동, 우산동, 월곡1동, 월곡2동, 운남동, 동곡동, 평동, 삼도동, 본량동 |
| 제19대       | 이용섭(李庸燮)              | 민주통합당     | 2012년 5월 30일~2014년 5월 15일  | 광산구 을: 비아동, 첨단1동, 첨단2동, 신가동, 신창동, 수완동, 하남동, 임곡동                                         |
| 제19대       | 권은희(權垠希)              | 새정치민주연합 | 2014년 7월 31일~2016년 5월 29일  | 광산구 을: 비아동, 첨단1동, 첨단2동, 신가동, 신창동, 수완동, 하남동, 임곡동                                         |
| 제20대       | 김동철(金東喆)              | 국민의당       | 2016년 5월 30일~2020년 5월 29일  | 광산구 갑: 송정1동, 송정2동, 도산동, 신흥동, 어룡동, 우산동, 월곡1동, 월곡2동, 운남동, 동곡동, 평동, 삼도동, 본량동 |
| 제20대       | 권은희(權垠希)              | 국민의당       | 2016년 5월 30일~2020년 5월 29일  | 광산구 을: 비아동, 첨단1동, 첨단2동, 신가동, 신창동, 수완동, 하남동, 임곡동                                         |
| 제21대       | 이용빈(李龍彬)              | 더불어민주당   | 2020년 5월 30일~2024년 5월 29일  | 광산구 갑: 송정1동, 송정2동, 도산동, 신흥동, 어룡동, 우산동, 월곡1동, 월곡2동, 운남동, 동곡동, 평동, 삼도동, 본량동 |
| 제21대       | 민형배(閔馨培)              | 더불어민주당   | 2020년 5월 30일~2024년 5월 29일  | 광산구 을: 비아동, 첨단1동, 첨단2동, 신가동, 신창동, 수완동, 하남동, 임곡동                                         |
| 제22대       | 박균택(朴均澤)              | 더불어민주당   | 2024년 5월 30일~                 | 광산구 갑: 송정1동, 송정2동, 도산동, 신흥동, 어룡동, 우산동, 월곡1동, 월곡2동, 운남동, 동곡동, 평동, 삼도동, 본량동 |
| 제22대       | 민형배(閔馨培)              | 더불어민주당   | 2024년 5월 30일~                 | 광산구 을: 비아동, 첨단1동, 첨단2동, 신가동, 신창동, 수완동, 하남동, 임곡동                                         |

## 같이 보기
- 나주시의 국회의원
- 화순군의 국회의원
- 담양군의 국회의원
- 함평군의 국회의원
- 영광군의 국회의원
- 장성군의 국회의원
- 전남 광주시의 국회의원
- 광주 서구의 국회의원
- 광주 남구의 국회의원
- 광주 북구의 국회의원
- 광주 동구의 국회의원
- 광산구 (선거구)
- 광산구 갑
- 광산구 을